# Minneboplein

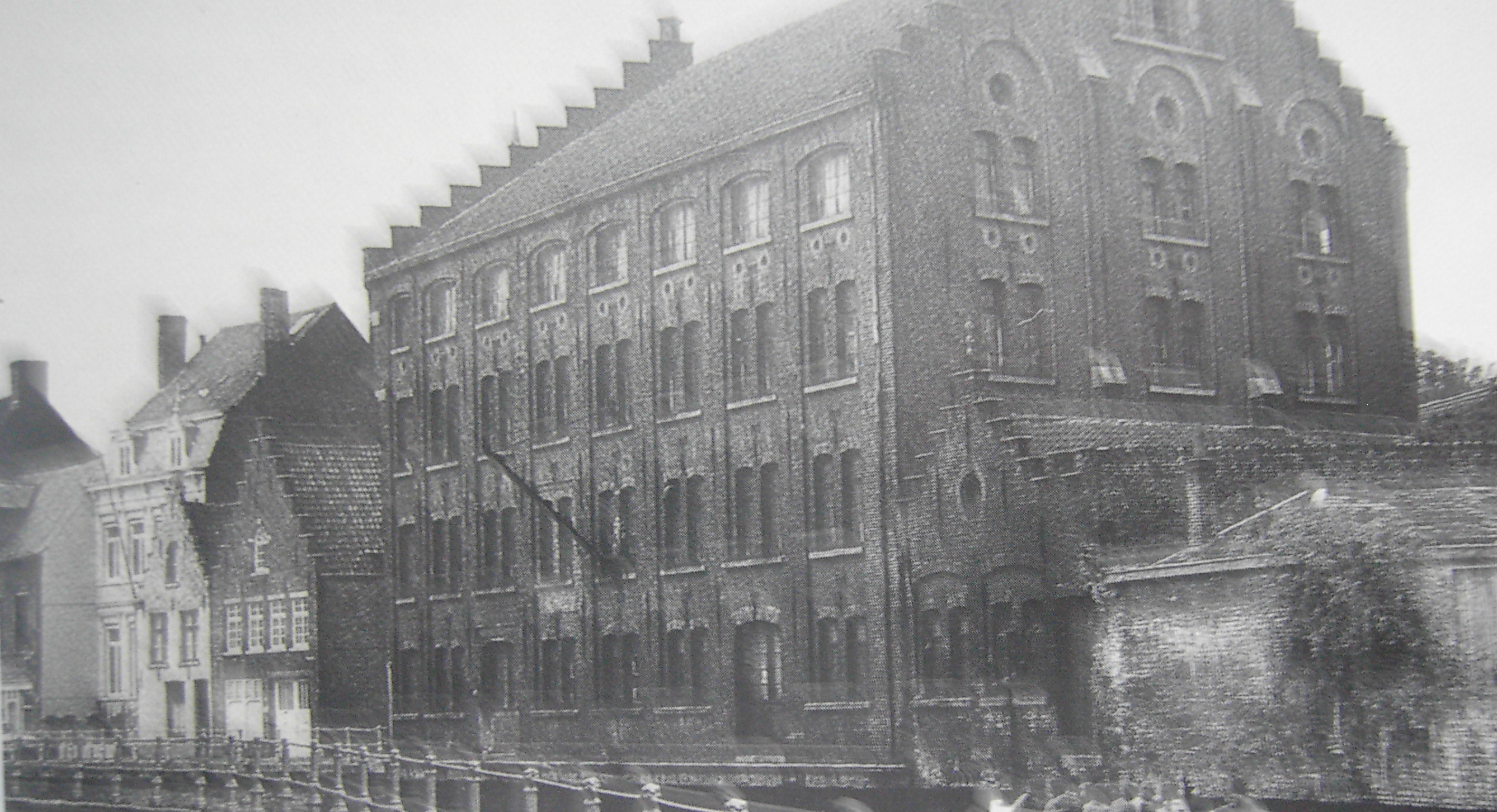
De voormalige chicoreifabriek.

Het Minneboplein in Brugge is ontstaan na de sloping van een fabrieksgebouw in 1975 en maakt de verbinding tussen de Sint-Annarei en de Molenmeers langsheen de Leffingestraat.

## Bedrijf
Tot 1864 was het een suikerraffinaderij en kwam de eigendom in handen van Londense Taylor Brothers, die er een chicoreifabriek in onderbrachten. In 1880 brandde het af en in 1881 kwam er een neoromaans gebouw dat vanaf 1935 een rijwielfabriek werd.

## Minnebo
Na de sloop in 1975 kreeg de vrijgekomen plaats de naam "Minneboplantsoen", naar Bernard Minnebo (1867-1919), gemeenteraadslid in Brugge en medestander van priester Florimond Fonteyne (1856-1923). Hij was gemeenteraadslid van 1904 tot 1919 en was een van de zeldzame raadsleden die zijn eed in het Nederlands aflegde of in het Nederlands tussenkomsten hield. In de negentiende eeuw waren Karel Serweytens, Jozef Herreboudt en dr. Van Steenkiste hem hierin al voorgegaan.
Straten en pleinen in Brugge met een artikel op Wikipedia: